# Stolltallen

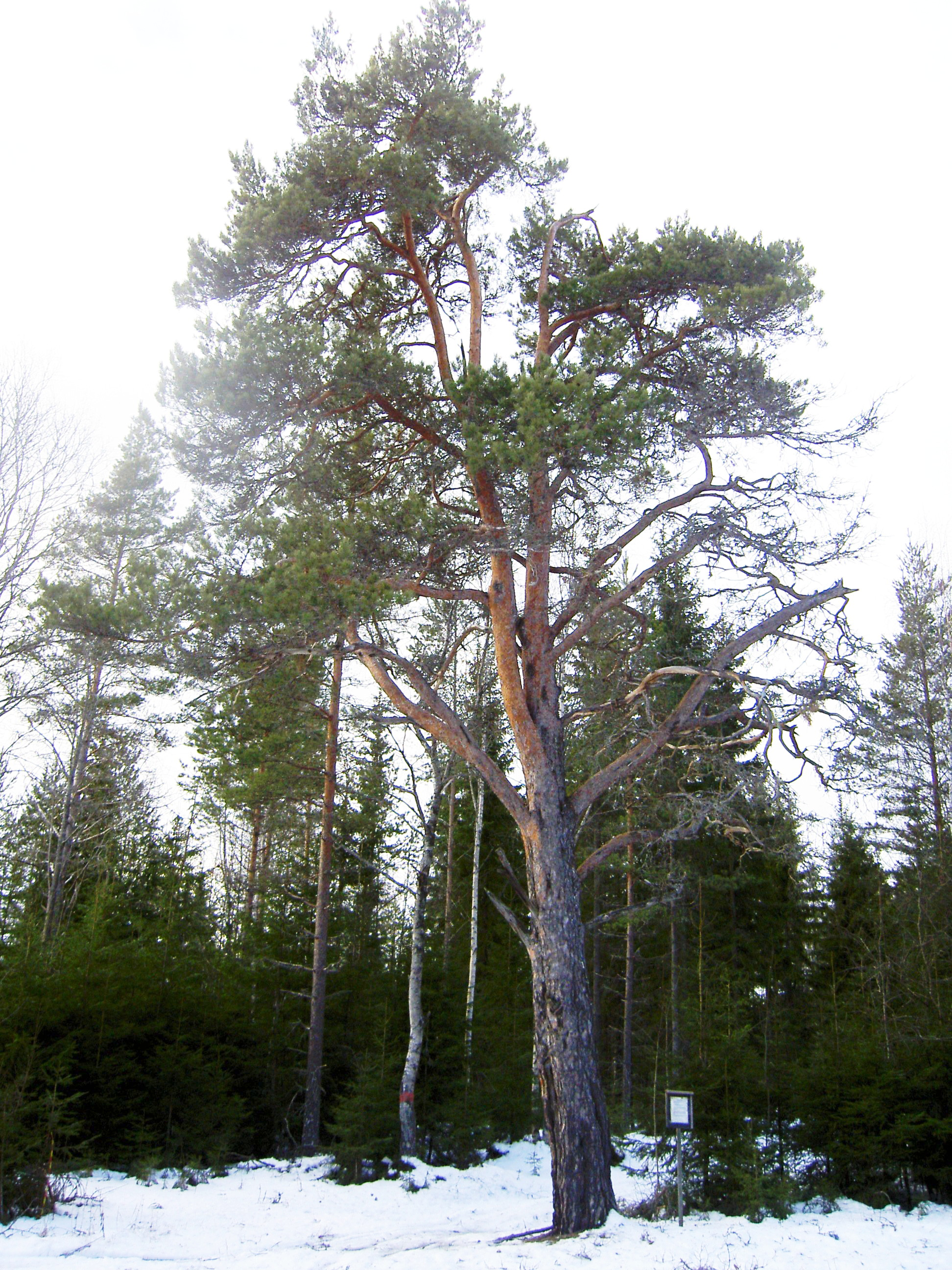
Stolltallen vid Stollbergs gruva.

Stolltallen (även kallad Tandvärkstallen eller Stortallen) är en cirka 180 till 200 år gammal tall som står vid södra slutet av Stollbergs gruva i Smedjebackens kommun. Tallen är angiven som en "övrig kulturhistorisk lämning" i fornminnesregistret med RAÄ-nummer Norrbärke 63:1.
Tallen har ett omkrets av 2,35 meter i brösthöjd. Enligt en gammal folktro kunde tallen bota tandvärk. Man tog en sticka från tallen som man tryckte ned i den värkande tanden och därefter sattes stickan tillbaka i tallen. Därefter var tandvärken borta. Enligt en annan folktro skulle en man går tre varv motsols runt tallen; då blev han gift med en Stollbergsflicka.